# Prêmio Balzan

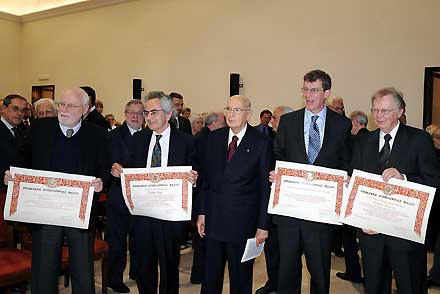
Os agraciados com o Prêmio Balzan 2008 com Giorgio Napolitano, Presidente da Itália

O Prêmio Balzan é concedido anualmente a pesquisadores internacionais das áreas de ciências humanas e naturais, bem como a personalidades das artes e cultura, pela "Fondazione Internazionale Premio Balzan", desde 1961. Dentre outros, já foram agraciados Paul Hindemith, György Ligeti, Jorge Luis Borges e Karlheinz Böhm.
A fundação, sediada em Milão e Zurique, tem o nome do jornalista italiano Eugenio Balzan. Sua filha Angela Balzan iniciou a fundação em 1957, em Lugano, com recursos herdados de seu pai.
Eugenio Balzan trabalhou inicialmente como jornalista no Corriere della Sera e foi depois seu diretor administrativo e co-proprietário. Em 1933 deixou a Itália por resistência contra os círculos facistas, que ameaçavam a liberdade do Corriere. Até sua morte em 1953 viveu na Suíça.
Em 1961 foi concedido o primeiro Prêmio Balzan – para a Fundação Nobel. Desde 1979 são concedidos anualmente quatro prêmios em ciências. A cada três a cinco anos é também concedido um prêmio de 2 milhões de franco suíços (aproximadamente 1,25 milhões de Euros) para a paz, humanidade e fraternidade entre os povos. A primeira mulher a ganhar o Prêmio Balzan da Paz foi Madre Teresa de Calcutá, em 1978, que no ano seguinte recebeu o Nobel da Paz.
Os ganhadores bem como as especialidades dos prêmios são determinados por um comitê internacional, ao qual pertencem atualmente 19 renomados cientistas naturais e sociais. Em 2010 foram concedidos prêmios nas categorias: história do teatro em todas as suas expressões, história da Europa (1400-1700), matemática pura ou aplicada, e em biologia e as potenciais aplicações de células-tronco.
A cerimônia de premiação acontece em rotação anual na Accademia Nazionale dei Lincei em Roma, e no Palácio Federal da Suíça em Berna. Os bens da fundação são geridos em Zurique.
O Prêmio Balzan é um dos mais significativos a nível mundial, devido à sua seriedade científica e ao montante financeiro - cada prêmio tem o valor de 750.000 francos suíços. Ao contrário de outros prêmios internacionais, o Prêmio Balzan é concedido anualmente em especialidades distintas.
- Quantidade de prêmios: quatro prêmios anuais
- Valor do prêmio: 750.000 francos suíços; de 3 a 7 anos um prêmio da paz de 1 milhão de francos suíços
- Áreas: dois na área de ciências humanas e sociais e arte; dois em ciências naturais, física, matemática e medicina.
- Desenvolvimento de talentos: desde 2001 os vencedores devem aplicar metade do prêmio em projetos de pesquisa de jovens cientistas em sua área de pesquisa

## Laureados

### Antes dos anos 1980

#### 1961
- Fundação Nobel ( Suécia) – Paz, humanidade e fraternidade entre os povos

#### 1962
- Andrei Kolmogorov ( Rússia) – Matemática
- Karl Ritter von Frisch ( Áustria) – Biologia
- Papa João XXIII ( Itália) – Paz, humanidade e fraternidade entre os povos
- Paul Hindemith ( Alemanha) – Música
- Samuel Eliot Morison ( Estados Unidos) – História

#### 1978
- Madre Teresa de Calcutá ( Albânia) – Paz, humanidade e fraternidade entre os povos

#### 1979
- Ernest Labrousse ( França) e Giuseppe Tucci ( Itália) – História
- Jean Piaget ( Suíça ) – Ciências Sociais e Políticas
- Torbjörn Caspersson ( Suécia) – Biologia

### Anos 1980

#### 1980
- Enrico Bombieri ( Itália) – Matemática
- Hassan Fathy ( Egito) – Arquitetura e urbanismo
- Jorge Luis Borges ( Argentina) – Filologia, lingüística e crítica literária

#### 1981
- Dan McKenzie ( Reino Unido), Drummond Hoyle Matthews ( Reino Unido) e Frederick Vine ( Reino Unido) – Geologia e Geofísica
- Josef Pieper ( Alemanha) – Filosofia
- Paul Reuter ( França) – Direito Internacional Público

#### 1982
- Jean-Baptiste Duroselle ( França) – Ciências sociais
- Kenneth Vivian Thimann ( Reino Unido /  Estados Unidos) – Botânica pura e aplicada
- Massimo Pallottino ( Itália) – Estudos antigos

#### 1983
- Edward Shils ( Estados Unidos) – Sociologia
- Ernst Mayr ( Alemanha /  Estados Unidos) – Zoologia
- Francesco Gabrieli ( Itália) – Orientalismo

#### 1984
- Jan Hendrik Oort ( Países Baixos) – Astrofísica
- Jean Starobinski ( Suíça ) – História e crítica literária
- Sewall Wright ( Estados Unidos) – Genética

#### 1985
- Ernst Gombrich ( Áustria /  Reino Unido) – História da arte do Ocidente
- Jean-Pierre Serre ( França) – Matemática

#### 1986
- Alto Comissariado das Nações Unidas para os Refugiados – Paz, humanidade e fraternidade entre os povos
- Jean Rivero ( França) – Direitos fundamentais das pessoas
- Otto Neugebauer ( Áustria /  Estados Unidos) – História da Ciência
- Roger Revelle ( Estados Unidos) – Oceanografia/Climatologia

#### 1987
- Jerome Bruner ( Estados Unidos) – Psicologia humana
- Phillip Tobias ( África do Sul) – Antropologia física
- Richard W. Southern ( Reino Unido) – História medieval

#### 1988
- Michael Evenari ( Israel) e Otto Ludwig Lange ( Alemanha) – Botânica aplicada (incluindo os aspectos ambientais)
- René Etiemble ( França) – Literatura comparada
- Shmuel N. Eisenstadt ( Israel) – Sociologia

#### 1989
- Emmanuel Levinas ( França /  Lituânia) – Filosofia
- Leo Pardi ( Itália) – Etologia
- Martin Rees ( Reino Unido) – Alta energia e Astrofísica

### Anos 1990

#### 1990
- James Freeman Gilbert ( Estados Unidos) – Geofísica (terra sólida)
- Pierre Lalive d'Epinay ( Suíça ) – Direito Internacional Privado
- Walter Burkert ( Alemanha) – Ciências da antiguidade

#### 1991
- Abbé Pierre ( França) – Paz, humanidade e fraternidade entre os povos
- György Ligeti ( Hungria /  Áustria) – Música
- John Maynard Smith ( Reino Unido) – Genética e evolução
- Vitorino Magalhães Godinho ( Portugal) – História: Surgimento da Europa nos séculos XV e XVI

#### 1992
- Armand Borel ( Suíça  /  Estados Unidos) – Matemática
- Ebrahim Malick Samba ( Gâmbia) – Medicina preventiva
- Giovanni Macchia ( Itália) – História e Crítica Literária

#### 1993
- Jean Leclant ( França) – Arte e Arqueologia da Antiguidade
- Lothar Gall ( Alemanha) – História: sociedades dos séculos XIX e XX.
- Wolfgang Helmut Berger ( Alemanha /  Estados Unidos) – Paleontologia com especial referência à Oceanografia

#### 1994
- Fred Hoyle ( Reino Unido) e Martin Schwarzschild ( Alemanha /  Estados Unidos) – Astrofísica (Evolução das Estrelas)
- Norberto Bobbio ( Itália) – Lei e Política (governabilidade das democracias)
- René Couteaux ( França) – Biologia (Estrutura celular, com especial referência para o sistema nervoso)

#### 1995
- Alan Heeger ( Estados Unidos) – Ciências dos materiais
- Carlo Maria Cipolla ( Itália) – História económica
- Yves Bonnefoy ( França) – História e crítica de Belas Artes na Europa (desde a Idade Média até os dias atuais)

#### 1996
- Arno Borst ( Alemanha) – História: A Idade Média
- Arnt Eliassen ( Noruega) – Meteorologia
- Movimento Internacional da Cruz Vermelha e do Crescente Vermelho – Humanidade, paz e fraternidade entre os povos
- Stanley Hoffmann ( Áustria /  Estados Unidos /  França) – Ciência Política: relações internacionais atuais

#### 1997
- Charles Coulston Gillispie ( Estados Unidos) – História e filosofia
- Stanley Jeyaraja Tambiah ( Sri Lanka /  Estados Unidos) – Ciências Sociais: Antropologia Social
- Thomas Wilson Meade ( Reino Unido) – Epidemiologia

#### 1998
- Andrzej Walicki ( Polónia /  Estados Unidos) – História: história cultural e social do mundo eslavo de Catarina, a Grande às revoluções russas de 1917
- Harmon Craig ( Estados Unidos) – Geoquímica
- Robert May ( Reino Unido /  Austrália) – Biodiversidade

#### 1999
- John Huxtable Elliott ( Reino Unido) – História do século XVI ao século XVIII
- Luigi Luca Cavalli-Sforza ( Itália /  Estados Unidos) – Investigação científica sobre a origem do homem
- Mikhael Gromov ( Rússia /  França) – Matemática
- Paul Ricœur ( França) – Filosofia

### Anos 2000

#### 2000
- Abdul Sattar Edhi ( Paquistão) – Paz, humanidade e fraternidade entre os povos
- Ilkka Hanski ( Finlândia) – Ciências ambientais
- Martin Litchfield West ( Reino Unido) – Arqueologia clássica
- Michael Stolleis ( Alemanha) – História legal dos tempos modernos
- Michel Mayor ( Suíça ) – Instrumentação e técnicas na Astronomia e Astrofísica

#### 2001
- Claude Lorius ( França) – Climatologia
- James Sloss Ackerman ( Estados Unidos) – História da arquitetura (incluindo urbanismo e paisagismo)
- Jean-Pierre Changeux ( França) – Neurociências cognitivas
- Marc Fumaroli ( França) – História e crítica literária desde 1500

#### 2002
- Anthony Grafton ( Estados Unidos) – História das Ciências Humanas
- Dominique Schnapper ( França) – Sociologia
- Walter Gehring ( Suíça ) – Biologia do desenvolvimento
- Xavier Le Pichon ( França) – Geologia

#### 2003
- Eric Hobsbawm ( Reino Unido) – História da Europa desde 1900
- Reinhard Genzel ( Alemanha) – Astronomia infravermelha
- Serge Moscovici ( França) – Psicologia social
- Wen-Hsiung Li ( Taiwan /  Estados Unidos) – Genética e evolução

#### 2004
- Colin Renfrew ( Reino Unido) – Arqueologia Pré-Histórica
- Comunidade de Santo Egídio ( Itália) – Paz, humanidade e fraternidade entre os povos
- Michael Marmot ( Reino Unido) – Epidemologia
- Nikki R. Keddie ( Estados Unidos) – O mundo islâmico a partir do final do século XIX e no final do século XX
- Pierre Deligne ( Bélgica) – Matemática

#### 2005
- Lothar Ledderose ( Alemanha) – História da arte na Ásia
- Peter Hall ( Reino Unido)  - História social e cultural da cidade desde o início do século XVI
- Peter Raymond Grant e Barbara Rosemary Grant ( Reino Unido) – Biologia da população
- Russel J. Hemley ( Estados Unidos) e Ho-kwang Mao ( Estados Unidos /  China) – Física mineral

#### 2006
- Ludwig Finscher ( Alemanha) – História da música ocidental desde 1600
- Quentin Skinner ( Reino Unido) – História e teoria do pensamento político
- Paolo de Bernardis ( Itália) e Andrew E. Lange ( Estados Unidos) – Astronomia e Astrofísica observacional
- Elliot Meyerowitz ( Estados Unidos) e Christopher R. Somerville ( Estados Unidos) – Genética molecular vegetal

#### 2007
- Rosalyn Higgins ( Reino Unido) – Direitos Internacionais desde 1945
- Sumio Iijima ( Japão) – Nanociência
- Michel Zink ( França) – Literatura Europeia (1000-1500)
- Jules Hoffmann ( França) e Bruce Beutler ( Estados Unidos) – Imunidäde inata
- Karlheinz Böhm ( Áustria) – Paz, humanidade e fraternidade entre os povos

#### 2008
- Maurizio Calvesi ( Itália) – História das Belas Artes desde 1700
- Thomas Nagel ( Estados Unidos) – Filosofia prática
- Ian Hector Frazer ( Austrália) – Medicina preventiva, incluindo a vacinação
- Wallace Smith Broecker ( Estados Unidos) – Ciência Climática: Mudança do clima

#### 2009
- Terence Cave ( Reino Unido) – Literatura desde 1500
- Michael Grätzel ( Alemanha /  Suíça ) – Ciências materiais
- Brenda Milner ( Reino Unido /  Canadá) – Neurociências cognitivas
- Paolo Rossi Monti ( Itália) – História da Ciência

### Anos 2010

#### 2010
- Manfred Brauneck ( Alemanha) – História do teatro em todos os seus aspectos
- Carlo Ginzburg ( Itália) – História da Europa (1400–1700)
- Jacob Palis ( Brasil) – Matemática pura e aplicada
- Shinya Yamanaka ( Japão) – Biologia e potenciais aplicações de células-tronco

#### 2011
- Peter Brown ( Irlanda) - História Antiga (O mundo greco-romano)
- Bronisław Baczko ( Polónia) - Estudo sobre Iluminismo
- Russell Lande ( Estados Unidos /  Reino Unido) - Biologia Teórica ou Bioinformática
- Joseph Ivor Silk ( Estados Unidos /  Reino Unido) - Início do universo (do tempo de Planck para as primeiras galáxias)

#### 2012
- Ronald Dworkin ( Estados Unidos) - Jurisprudência
- Reinhard Strohm ( Alemanha) - Musicologia
- Kurt Lambeck ( Austrália) - Ciências Sólidas da Terra, com ênfase na pesquisa interdisciplinar
- David Baulcombe ( Reino Unido) - Epigenética

#### 2013
- Alain Aspect ( França) - Mecânica Quântica
- Manuel Castells ( Espanha) - Tecnologias de comunicação moderna em sociologia
- Pascale Cossart  ( França) - Biologia Molecular de bactérias patogénicas
- André Vauchez ( França) - História da Idade Média

#### 2014
- Mario Torelli ( Itália}) - Arqueologia clássica
- Ian Hacking ( Canadá) - Epistemologia
- David Tilman ( Estados Unidos) - Ecologia Aplicada de Plantas
- Dennis Sullivan ( Estados Unidos) - Matemática
- Vivre en Famille ( França) - Paz, humanidade e fraternidade entre os povos

#### 2015
- Hans Belting ( Alemanha) - História da arte europeia (1300-1700)
- Joel Mokyr ( Estados Unidos) - História económica
- Francis Halzen ( Estados Unidos) - Física de astropartículas, incluindo a observação de neutrinos e raios gama
- David Karl ( Estados Unidos) - Oceanografia

#### 2016
- Piero Boitani ( Itália) - Literatura comparativ
- Reinhard Jahn  ( Alemanha) - Neurociência molecular e celular, incluindo aspectos neurodegenerativos e desenvolvimentais
- Federico Capasso ( Itália) - Fotônica aplicada